# Loossemble
 (février 2024).
La mise en forme du texte ne suit pas les recommandations de Wikipédia : il faut le « wikifier ».
Les points d'amélioration suivants sont les cas les plus fréquents. Le détail des points à revoir est peut-être précisé sur la page de discussion.
- Les titres sont pré-formatés par le logiciel. Ils ne sont ni en capitales, ni en gras.
- Le texte ne doit pas être écrit en capitales (les noms de famille non plus), ni en gras, ni en italique, ni en « petit »…
- Le gras n'est utilisé que pour surligner le titre de l'article dans l'introduction, une seule fois.
- L'italique est rarement utilisé : mots en langue étrangère, titres d'œuvres, noms de bateaux, etc.
- Les citations ne sont pas en italique mais en corps de texte normal. Elles sont entourées par des guillemets français : « et ».
- Les listes à puces sont à éviter, des paragraphes rédigés étant largement préférés. Les tableaux sont à réserver à la présentation de données structurées (résultats, etc.).
- Les appels de note de bas de page (petits chiffres en exposant, introduits par l'outil «  Source ») sont à placer entre la fin de phrase et le point final[comme ça].
- Les liens internes (vers d'autres articles de Wikipédia) sont à choisir avec parcimonie. Créez des liens vers des articles approfondissant le sujet. Les termes génériques sans rapport avec le sujet sont à éviter, ainsi que les répétitions de liens vers un même terme.
- Les liens externes sont à placer uniquement dans une section « Liens externes », à la fin de l'article. Ces liens sont à choisir avec parcimonie suivant les règles définies. Si un lien sert de source à l'article, son insertion dans le texte est à faire par les notes de bas de page.
- La présentation des références doit suivre les conventions bibliographiques. Il est recommandé d'utiliser les modèles {{Ouvrage}}, {{Chapitre}}, {{Article}}, {{Lien web}} et/ou {{Bibliographie}}. Le mode d'édition visuel peut mettre en forme automatiquement les références.
- Insérer une infobox (cadre d'informations à droite) n'est pas obligatoire pour parachever la mise en page.

Pour une aide détaillée, merci de consulter Aide:Wikification.
Si vous pensez que ces points ont été résolus, vous pouvez retirer ce bandeau et améliorer la mise en forme d'un autre article.
 (mars 2024).
Loossemble (coréen : 루셈블 ; RR : Rusembeul ; MR : Rusembŭl) est un girl group sud-coréen formé par CTD E&M. Le groupe est composé de cinq membres : HyunJin, YeoJin, ViVi, Go Won et HyeJu. Le groupe a fait ses débuts le 15 septembre 2023 avec leur mini-album "Loossemble" et le single "Sensitive"

## Nom
Le nom du groupe, Loossemble, est un mot-valise de « Loona » et assemble, le mot anglais pour « assembler », défini par l'agence comme « cinq membres de Loona réunis pour ne faire qu'un ».

## Carrière

### 2023 - présent: introduction et débuts avecLoossemble
Le 11 juin 2023, il est annoncé que les membres de Loona, HyunJin et ViVi, avaient signé avec CTD E&M après avoir résilié leur contrat avec Blockberry Creative (en). YeoJin, Go Won et HyeJu les suivent, CTD E&M confirmant qu'elles avaient signé avec l'agence le 5 juillet.
Le 31 juillet, CTDENM annonce que le groupe ferait ses débuts sous le nom de Loossemble avec l'intention de sortir un album. Trois jours plus tard, il est annoncé que le groupe partirait à partir du 15 septembre en tournée américaine pour célébrer leur début, la tournée sera appelée Loona Assemble the US Debut Ceremony. La tournée se terminera par une date finale, une fois de retour en Corée du Sud. Le 23 août, il a été annoncé que Loossemble ferait leurs débuts le 15 septembre avec son EP. 
Il a ensuite été annoncé que le groupe ferait leur retour le 15 avril 2024 et non le 16 comme annoncé préalablement, celui-ci ayant été décalé en raison de l'hommage au naufrage du Sewol le 16 avril[source secondaire souhaitée].
Le 29 novembre 2024, CTDENM a annoncé que le contrat exclusif de Loossemble avec le label avait pris fin.

## Membres
| Nom de scène | Nom de scène | Nom de naissance | Nom de naissance | Date de naissance | Nationalité  | Positions                                           |
| Romanisé     | Hangul       | Romanisé         | Hangul/Hanja     | Date de naissance | Nationalité  | Positions                                           |
| ------------ | ------------ | ---------------- | ---------------- | ----------------- | ------------ | --------------------------------------------------- |
| ViVi         | 비비         | Wong Kahei       | 黃珈熙           | 9 décembre 1996   | Hongkongaise | sous-chanteuse, sous-rappeuse, unnie                |
| HyunJin      | 현진         | Kim Hyun-jin     | 김현진           | 15 novembre 2000  | Sud-coréenne | chanteuse principale, leader                        |
| Go Won       | 고원         | Park Chae-won    | 박채원           | 19 novembre 2000  | Sud-coréenne | chanteuse secondaire, rappeuse secondaire, visuelle |
| HyeJu        | 혜주         | Son Hye-ju       | 손혜주           | 13 novembre 2001  | Sud-coréenne | rappeuse principale, chanteuse principale           |
| YeoJin       | 여진         | Im Yeo-jin       | 임여진           | 11 novembre 2002  | Sud-coréenne | rappeuse secondaire, sous-chanteuse, maknae         |

## Discographie

### EP
| Titre         | Détails | Classements | Ventes                 |
| Titre         | Détails | COR         | Ventes                 |
| ------------- | --- | ----------- | ---------------------- |
| Loossemble    | - Sortie : 15 septembre 2023 - Label : CTDENM, Warner Music - Formats : CD, téléchargement numérique, streaming | 6           | - COR : plus de 60 000 |
| One of a Kind | - Sortie : 15 avril 2024 - Label : CTDENM, Warner Music - Formats : CD, téléchargement numérique, streaming     | 5           | - COR : plus de 68 000 |
| TTYL          | - Sortie : 2 septembre 2024 - Label : CTDENM, Warner Music - Formats : CD, téléchargement numérique, streaming  | 15          | À venir                |

### Singles
| Année                                                            | Titre        | Meilleure position | Album         |
| Année                                                            | Titre        | USA World          | Album         |
| ---------------------------------------------------------------- | ------------ | ------------------ | ------------- |
| 2023                                                             | Sensitive    | 10                 | Loossemble    |
| 2024                                                             | Girls' Night | —                  | One of a Kind |
| 2024                                                             | TTYL         | —                  | TTYL          |
| "—" signifie que le titre ne s'est pas classé dans cette région. |              |                    |               |

## Tournées
| Date              | Pays       | Ville           | Lieu                                    |
| ----------------- | ---------- | --------------- | --------------------------------------- |
| 15 septembre 2023 | États-Unis | New York City   | Hulu Theater                            |
| 20 septembre 2023 | États-Unis | Washington D.C. | The Theater at MGM National Harbor (en) |
| 22 septembre 2023 | États-Unis | Atlanta         | Gas South Arena                         |
| 24 septembre 2023 | États-Unis | Chicago         | Chicago Theatre                         |
| 26 septembre 2023 | États-Unis | Houston         | Smart Financial Centre (en)             |
| 29 septembre 2023 | États-Unis | Fort Worth      | Will Rogers Auditorium (en)             |
| 5 octobre 2023    | États-Unis | Oakland         | Paramount Theatre                       |
| 7 octobre 2023    | États-Unis | Los Angeles     | The Forum                               |

| Date            | Pays       | Ville         | Lieu |
| --------------- | ---------- | ------------- | ---- |
| 6 octobre 2024  | États-Unis | Orlando       | NC   |
| 9 octobre 2024  | États-Unis | New York City | NC   |
| 11 octobre 2024 | États-Unis | Boston        | NC   |
| 14 octobre 2024 | États-Unis | Pittsburgh    | NC   |
| 16 octobre 2024 | États-Unis | Madison       | NC   |
| 18 octobre 2024 | États-Unis | Minneapolis   | NC   |
| 21 octobre 2024 | États-Unis | Tacoma        | NC   |
| 23 octobre 2024 | États-Unis | San Francisco | NC   |
| 25 octobre 2024 | États-Unis | Los Angeles   | NC   |

## Récompenses et nominations
| Cérémonie des Prix  | Année | Catégorie                  | Nominations | Résultat | Ref.   |
| ------------------- | ----- | -------------------------- | ----------- | -------- | ------ |
| Asia Model Festival | 2023  | New Artist Award in Singer | Loossemble  | Lauréat  | [ 15 ] |